# Kastna nina
Kastna nina är en udde på Estlands sydvästkust mot Rigabukten. Den ligger i Tõstamaa kommun i landskapet Pärnumaa, 130 km söder om huvudstaden Tallinn. Den avgränsas av vikarna Vaiste laht i nordväst och Kastna lõpp i öster. Hela halvön som udden ligger på kallas Kastna poolsaar och dess yttersta spets Suurenina.
Terrängen inåt land är platt. Närmaste by är Kastna och närmsta större samhälle är Tõstamaa, 5,5 km öster om Kastna nina. 